# Luka Repanšek

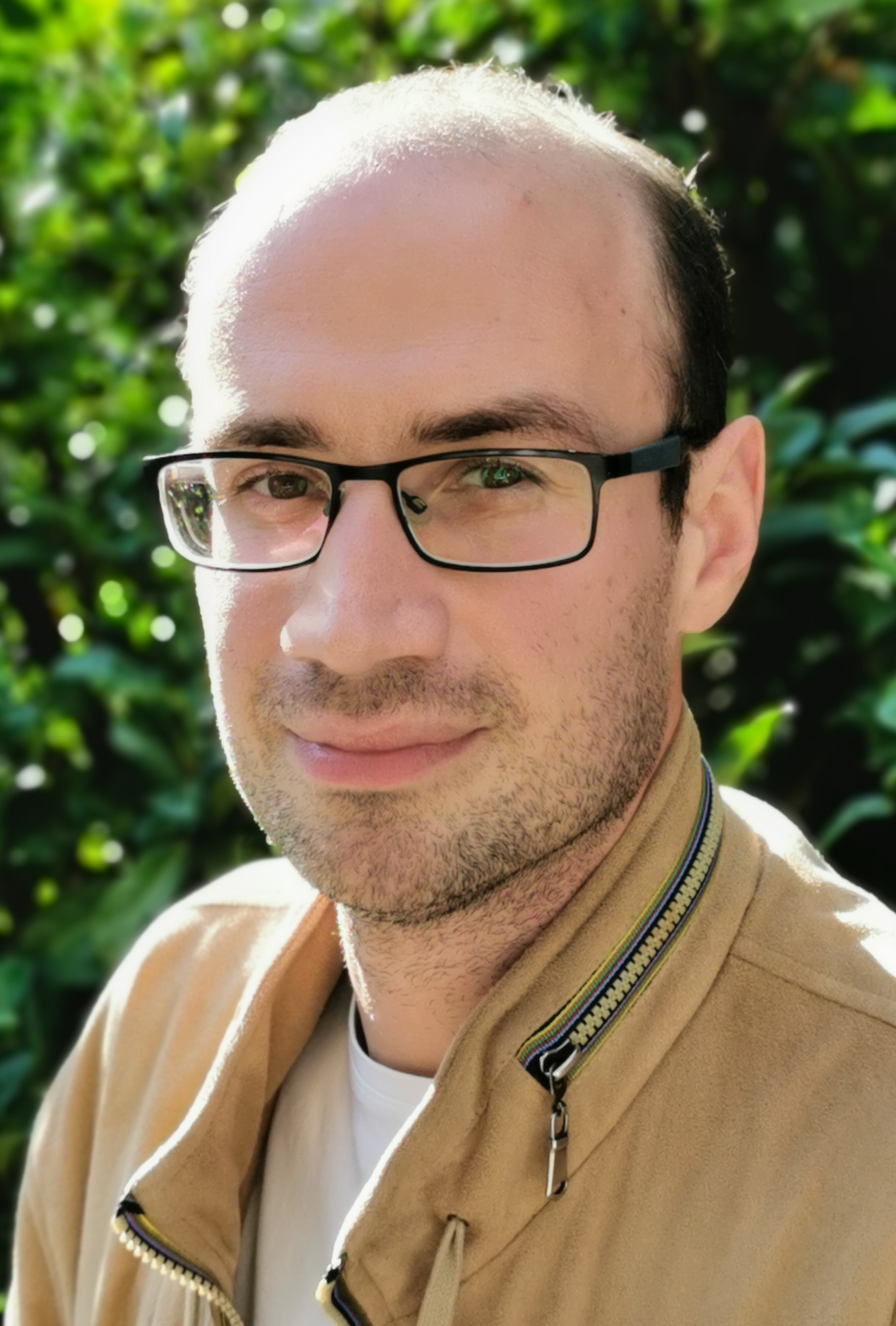
Luka Repanšek (2022)

Luka Repanšek (* 6. Dezember 1987 in Ljubljana) ist ein slowenischer Sprachwissenschaftler, Philologe, Komparatist, Indo-Iranist, Sanskritist und Keltologe. Er ist außerordentlicher Professor an der Universität Ljubljana.

## Leben und Werk
An der Philosophischen Fakultät der Universität Ljubljana schloss er 2011 sein Studium der vergleichenden indoeuropäischen Sprachwissenschaft und Anglistik mit den Diplomarbeiten Odrazi laringalov v keltščini (Laryngale in der keltischen Sprache) und Old English in the Context of North-Sea Germanic (Altenglisch im Kontext der nordseegermanischen Sprachen) ab.
2011/2012 absolvierte Repanšek ein Aufbaustudium in Keltologie an der Universität Aberystwyth (Prifysgol Aberystwyth) und schloss es mit der Masterarbeit The Historical Morphology of Primary u-Stems in Celtic („Die historische Morphologie der primären u-Stämme im Keltischen“) ab. 2012/2013 schrieb er sich für ein Doktoratsstudium der historischen Sprachwissenschaft am Institut für Vergleichende und Allgemeine Sprachwissenschaft der Philosophischen Fakultät unter der Betreuung von Metka Furlan ein. Von Ende 2012 bis Februar 2015 war er als Nachwuchswissenschaftler am Fran-Ramovš-Institut für slowenische Sprache der ZRC SAZU, dem Forschungszentrum der Slowenischen Akademie der Wissenschaften und Künste, beschäftigt.
Im Februar 2015 promovierte Luka Repanšek an der Philosophischen Fakultät der Universität Ljubljana mit einer Arbeit zum Thema Keltische Überreste im slowenischen Toponomastikfonds: Beitrag zur Forschungsmethodik. Für seine Dissertation erhielt er den Preis der Internationalen Vereinigung Indogermanische Gesellschaft (2015) für die beste Doktorarbeit im Bereich der indogermanischen vergleichenden Sprachwissenschaft weltweit und die Silberne Auszeichnung der ZRC SAZU (2017) für die bedeutendste Doktorarbeit im Bereich der Geistes- und Sozialwissenschaften.

## Aktuelle Lehr- und Forschungstätigkeit
Am Institut für Vergleichende und Allgemeine Sprachwissenschaft der Philosophischen Fakultät der Universität Ljubljana lehrt Repanšek Altindisch (Sanskrit), vedische Hymnen, historische Phonetik der indoeuropäischen Sprachen, ausgewählte Kapitel aus der indoeuropäischen vergleichenden Sprachwissenschaft, Nominal- und Pronominalmorphologie der indoeuropäischen Sprachen, Avestisch, Altpersisch, Gotisch, Altnordisch, Altenglisch, Altirisch und Verbalmorphologie der indoeuropäischen Sprachen. Außerdem leitet er den Kreis der Studenten der Indo-Iranistik und das Sanskrit-Theater.
Als Gastdozent war er an der Universität La Sapienza in Rom (Einführung in die indogermanische vergleichende Sprachwissenschaft und Geschichte der italienischen Sprachen, Vergleichende Grammatik der altiranischen Sprachen) und am Institut für Indologie der Universität Zagreb (Vedic Literature) tätig. Sein Forschungsgebiet umfasst die vergleichende Grammatik der indogermanischen Sprachen mit Schwerpunkt auf indo-iranischen, keltischen und germanischen Sprachen sowie die Erforschung reliktbelegter und onomastischer indogermanischer Sprachen. Er lehrt und erforscht mehrere alte indoeuropäische Sprachen und übersetzt aus diesen, darunter Sanskrit (Altindisch), altindische Prakrit-Sprachen, Altpersisch, Avestisch, Gotisch, Altenglisch und Altirisch.

## Schriften (Auswahl)
Monografien
- Keltska dediščina v toponimiji jugovzhodnega alpskega prostora. Založba ZRC, Ljubljana 2016, ISBN 978-961-254-964-0, doi:10.3986/9789610504139 (Open Access).
- Devā́ś ca vā́ ásurā́s cāspardhanta. Berlilo vedske proze = Vediv Prose Reader. Založba ZRC, Ljubljana 2017, ISBN 978-961-06-0113-5.
- Učbenik klasičnega sanskrta. Glasoslovje, oblikoslovje, besedotvorje in elementi skladnje. Založba Univerze, Ljubljana 2022, ISBN 978-961-297-056-7.

Herausgeberschaften
- mit Matej Šekli: 12. letno srečanje Združenja za slovansko jezikoslovje. Povzetki prispevkov. Založba ZRC, Ljubljana 2017, ISBN 978-961-05-0027-8.
- mit Thomas Lloyd Markey: Revisiting Dispersions Celtic and Germanic ca. 400 BC–ca. 400 AD. Proceedings of the International Interdisciplinary Conference held at Dolenjski Muzej, Novo Mesto, Slovenia, October 12–14, 2018. Institute of the Study of Man, Washington, D.C. 2020, ISBN 978-0-9845353-7-8.
- mit Harald Bichlmeier, Velizar Sadovski: Vácām̐si miśrā́ kr̥ṇavāmahai. Proceedings of the International Conference of the Society for Indo-European Studies and IWoBA XII, Ljubljana 4–7 June 2019. Baar, Hamburg 2020, ISBN 978-3-935536-26-4.